# Danika Yarosh
Danika Yarosh (Morristown, Nova Jérsei, 1 de outubro 1998) é uma atriz norte-americana. Ela apareceu na série Shameless da Showtime e na série Heroes Reborn da NBC. Ela co-estrelou com Tom Cruise em Jack Reacher: Never Go Back.

## Biografia
Yarosh é natural de Morristown, Nova Jérsei, filha de Victor e Linda Yarosh. Ela tem três irmãos, uma irmã mais velha, Amanda, que também atua, um irmão mais velho, Erik, e um irmão mais novo, Peter.

## Filmografia
| Ano       | Título                            | Papel                             | Notas                                 |
| --------- | --------------------------------- | --------------------------------- | ------------------------------------- |
| 2004      | The Stepford Wives                | Child in town fair                | Não creditado                         |
| 2010      | Crush                             | Sarah                             | Filme curto                           |
| 2010      | Celebrity Ghost Stories           | Young Daryl                       | Episódio #2.10                        |
| 2010      | A Breath Away                     | Maria                             | Filme curto                           |
| 2011      | 30 Rock                           | School Girl                       | Episódio: "TGS Hates Women"           |
| 2011      | Angel                             | Abbey                             | Filme curto                           |
| 2011      | Nerd Wars                         | Ivanka                            | Filme curto                           |
| 2011      | A Christmas Wedding Tail          | Madison                           | Filme de televisão                    |
| 2012      | In Plain Sight                    | Bonnie Arnett/Bonnie Wilson       | Episódio: "The Merry Wives of Witsec" |
| 2012      | Retribution                       | Ashlee Simmons                    | Filme de televisão                    |
| 2012      | The Color of Time                 | Irene                             | Filme                                 |
| 2013      | 1600 Penn                         | Jessica                           | Episódio: "Frosting/Nixon"            |
| 2013–2014 | See Dad Run                       | Olivia                            | Elenco recorrente (9 episódios)       |
| 2014–2015 | Shameless                         | Holly Herkimer                    | Elenco recorrente (11 episódios)      |
| 2010–2015 | Law & Order: Special Victims Unit | Ariel Thornhill/Nicole Goshgarian | 3 episódios                           |
| 2015–2016 | Heroes Reborn                     | Malina Bennett                    | Elenco principal (13 episodes)        |
| 2016      | Jack Reacher: Never Go Back       | Samantha Dutton                   | Filme                                 |
| 2017      | Chicago P.D.                      | Ellie Olstern                     | Episódio: "I Remember Her Now "       |
| 2018      | The Miracle Season                | Caroline "Line" Found             | Filme                                 |
| 2018      | Back Roads                        | Ashlee                            | Filme                                 |
| 2019-2020 | Greenhouse Academy                | Brooke Osmond                     | Elenco principal (temporadas 3 e 4)   |
| 2019      | Deadly Switch                     | Monica                            | Elenco principal                      |
| 2019      | The Purge                         | Kelen Stewart                     | Elenco recorrente                     |